# Alexander Meier
Alexander Meier (Buchholz in der Nordheide, 17 gennaio 1983) è un allenatore di calcio ed ex calciatore tedesco, di ruolo attaccante.

## Caratteristiche tecniche
Centravanti, può essere schierato anche come seconda punta o all'occorrenza come trequartista.

## Carriera
Dopo aver vinto una Coppa di Lega tedesca con l'Amburgo nel 2003, l'anno seguente l'Eintracht sborsa 500000 € all'Amburgo per acquistarne il cartellino. Ha segnato più di 100 gol in Bundesliga, vincendo anche la classifica marcatori nel 2015, stagione in cui ha segnato 19 reti in 26 incontri.

## Palmarès

### Club
- Coppa di Lega tedesca: 1

Amburgo: 2003
- Coppa di Germania: 1

Eintracht Francoforte: 2017-2018

### Individuale
- Capocannoniere della Bundesliga: 1

2014-2015 (19 gol)